# Lena Nyman
Lena Nyman (Stoccolma, 23 maggio 1944 – Stoccolma, 4 febbraio 2011) è stata un'attrice svedese.

## Biografia
Dopo aver avuto i suoi primi ruoli cinematografici nel 1955, Nyman ha avuto un ruolo in 490+1=491 (1964) di Vilgot Sjöman e ha ottenuto il successo nel suo I Am Curious (Yellow) (1967), dove, in modo pseudo-documentario , ha interpretato un personaggio con il suo stesso nome e il suo seguito I Am Curious (Blue) (1968). Nyman vinse il premio 1967–68 come migliore attrice al 5 ° Guldbagge Awards.
Dopo aver avuto i suoi primi ruoli cinematografici nel 1955, Nyman ha avuto un ruolo in 491 (1964) di Vilgot Sjöman e ha ottenuto il successo in Io sono curiosa (1968), dove, in modo pseudo-documentaristico, ha interpretato un personaggio con il suo stesso nome e il suo seguito Jag är nyfiken - en film i blått. Nyman vinse il premio 1967–68 come migliore attrice al 5 ° Guldbagge Awards. 
Successivamente ha partecipato a molti film e produzioni teatrali di Hans Alfredson e Tage Danielsson, come in Släpp fångarne loss, det är vår! e Le avventure di Picasso (1978). Nyman ha recitato insieme a Ingrid Bergman e Liv Ullmann in Sinfonia d'autunno di Ingmar Bergman (1978).
Nel 1977 ha sposato l'artista visivo Rune Andersson ma i due divorziarono dopo due anni.
Nel 2004, Nyman ha ricevuto la medaglia reale Litteris et Artibus, e nel 2006 ha ricevuto l'Eugene O'Neill Award.
Nyman è morta il 4 febbraio 2011, all'età di 66 anni, dopo una lunga battaglia con diverse malattie tra cui l'alcolismo, il cancro al pancreas, la BPCO dovuta ad anni di fumo accanito e la sindrome di Guillain-Barré.

## Filmografia parziale
- Det är hos mig han har varit, regia di Elsa Prawitz (1963)
- 490+1=491 (491), regia di Vilgot Sjöman (1964)
- Io sono curiosa (Jag är nyfiken - en film i gult), regia di Vilgot Sjöman (1967)
- Fadern, regia di Alf Sjöberg (1969)
- Le avventure di Picasso (Picassos äventyr), regia di Tage Danielsson (1978)
- Sinfonia d'autunno (Höstsonaten), regia di Ingmar Bergman (1978)
- Puder, regia di Marie-Louise Ekman (2001)
- Skenbart – en film om tåg, regia di Peter Dalle (2003)
- Att göra en pudel, regia di  Anette Winblad von Walter (2006)

## Riconoscimenti
- Premi Guldbagge 1968: migliore attrice in Io sono curiosa
- Premio Guldbagge per la miglior attrice non protagonista in Att göra en pudel (2006)